# Marialucia Lorefice
Marialucia Lorefice (Modica, 8 luglio 1980) è una politica italiana.

## Biografia
Vive ad Ispica (Ragusa); ha conseguito il diploma di liceo linguistico.

### Elezione a deputato
Alle elezioni politiche del 2013 viene eletta alla Camera dei Deputati, nelle liste del Movimento 5 Stelle nella circoscrizione Sicilia 2.
Alle elezioni politiche del 2018 viene rieletta deputata nel collegio uninominale di Ragusa.
Il 21 giugno 2018 viene eletta Presidente della 12ª Commissione Affari Sociali della Camera dei deputati.